# Tornur

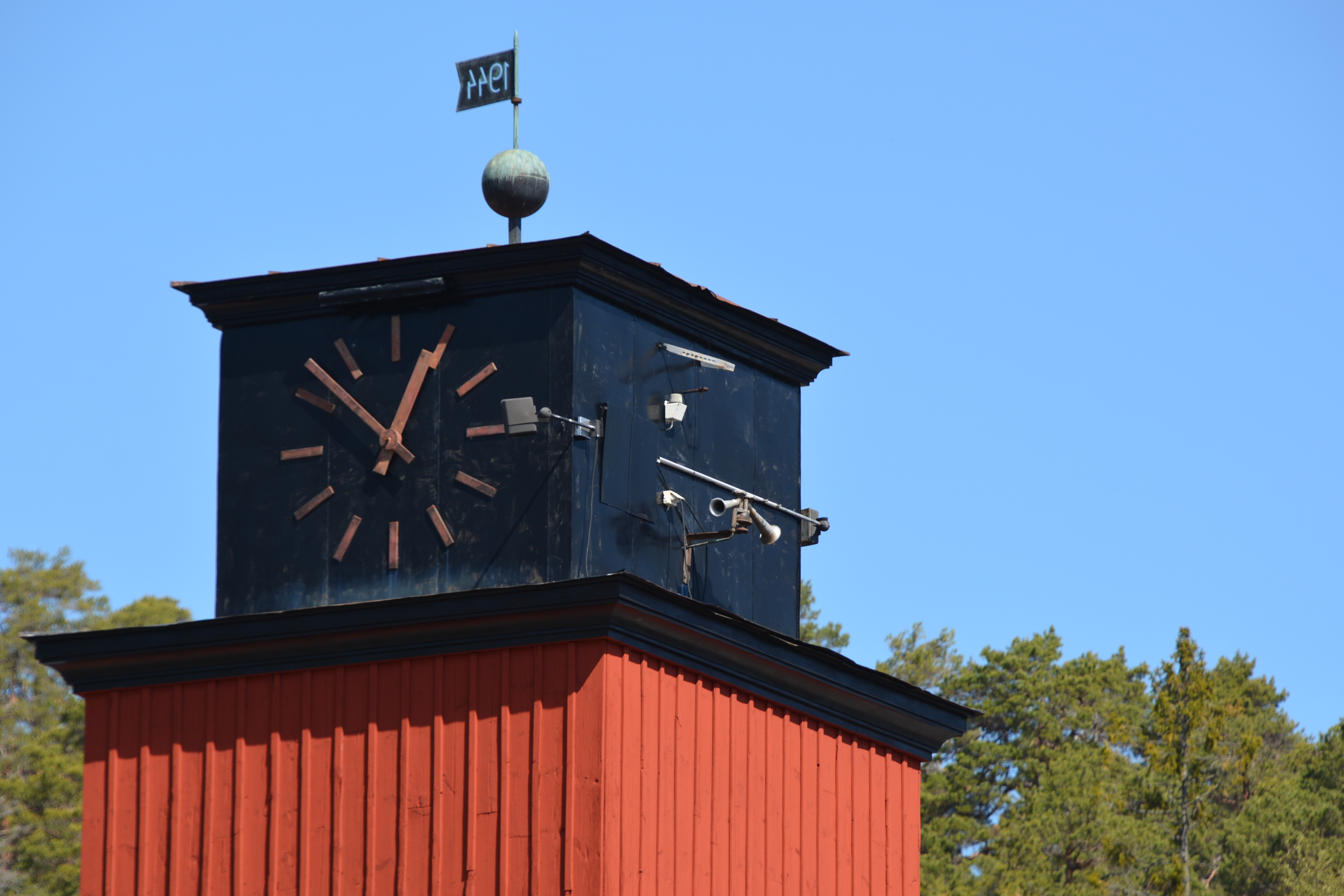
Tornuret på gamla brandstationen i Gusum.

Tornur är ett ur i stort format, uppburet av en mindre pelare eller ett högt torn i avsikt att tiden ska kunna avläsas på långt håll från tornets alla sidor.
Tornur är ibland kombinerade med klockspel, som aktiveras vid speciella klockslag.

## Urval av kända tornur

### Stockholms stadshus
Varje dag klockan tolv spelas Örjanslåten och körs ett mekaniskt bildspel med figurer St Göran och Draken på tornets norra sida.
Samtidigt tas de 12 timslagen upp av en mikrofon och sänds ut i Sveriges Radio P1

### Big Ben
Uret sitter på parlamentbyggnaden i London. Fyra melodier står till förfogande, som alternerar varje kvart.

### Tornbergs klocka
Uret finns vid Nybroplan i Stockholm. Denna klocka är stum.